# 太行隆肛蛙
太行隆肛蛙（学名：Nanorana taihangnica）一种分布于中华人民共和国河南省、陕西省和山西省等地区的两栖动物，隶属于叉舌蛙科倭蛙属。模式产地为河南省济源市邵原镇太行山地区。

## 形态特征
太行隆肛蛙雄蛙体长51～83毫米，雌蛙体长68～91毫米。皮肤较光滑。身体背面一般呈褐色或棕黄色，夹杂有黑褐色或灰色云状斑；两眼间有一小白点，体侧有黄色点状斑；身体腹面灰白色，咽胸部及腹侧有深色斑纹。